# Jamel Debbouze
Jamel Debbouze (árabe: جمال دبّوز) (París, 18 de junio de 1975) es un actor, comediante y productor franco-marroquí.

## Biografía
Debbouze nació en París, Francia, pero su familia, de Taza, regresó a Marruecos al año siguiente. Regresaron en 1979 y se instaló en Trappes en 1983, en la región de París, donde Debbouze pasó el resto de su infancia. Es el mayor de sus hermanos: Mohamed, Hayat, Karim, Rachid Debbouze y Nawel. 
El 17 de enero de 1990, en la estación de tren en Trappes, fue golpeado por un tren que viajaba a 150 km/h. Perdió el uso del brazo derecho, mientras que otro joven, Jean-Paul Admette, el hijo del cantante de Reunión Michel Admette, murió. Debbouze fue denunciado por la familia de la víctima por homicidio, pero el caso fue desestimado por falta de pruebas, la mayor parte por la retracción de los testigos. En diciembre de 2004, cuando se dirigía a una función en la isla francesa de Reunión, Debbouze canceló el espectáculo, alegando enfermedad: los padres de Michel Admette habían organizado una manifestación en contra de su llegada. 
En 1995, fue descubierto por los jefes de Radio Nova, Massadian Jacques y Jean-François Bizot, que le hizo famoso (Jacques Massadian se convertiría en su mánager). Debutó en Radio Nova, con un espectáculo de revisión de la película, Le Cinéma de Jamel y en la televisión alrededor de 1996-1997 sobre el canal de cable Paris Première, en una serie de televisión coproducida por Radio Nova y el canal. LlevóLe Cinéma de Jamel a la televisión en Canal + en 1998. En el mismo canal, contribuyó a otro espectáculo, H, junto Judor Éric y Ramzy Bedia.
Actuó en las películas Zonzon (1998), el éxito internacional Amélie (2001), el gran hito nacional Asterix & Obelix: Misión Cleopatra (2002), y Angel-A, dirigida por Luc Besson (2005).
En 2006, actuó en las películas históricas Indigènes (que coprodujo), rindiendo homenaje a los soldados norteafricanos que lucharon por Francia durante la II Guerra Mundial. Por esta película, obtuvo el premio al mejor actor en la 59.ª edición del Festival de Cine de Cannes con Samy Naceri, Roschdy Zem, Sami Bouajila y Bernard Blancan.
En abril de 2008 abrió una Debbouze Comedy Club de París, cuyo objetivo es lanzar a los recién llegados a la escena de pie. 
El 29 de marzo 2008 se comprometió con la periodista y presentadora de noticias francesa Mélissa Theuriau. Los dos se casaron el 7 de mayo de 2008. 
En 2009, colaboró con la banda de rap 113 y Awa Imani para el Maghreb United proyecto de Rim'K. 
El 1 de diciembre de 2010 se lanzó su nuevo DVD llamado Made in Jamel y con los gustos de Gad Elmaleh, Foresti Florencia, Semoun Elie, Stromae, Didier Bourdon, y Mounicot Sophie.
Su próximo show, Jamel improvisa, debutó en enero de 2011, antes de realizar cada noche Tout sur Jamel del 1 de enero al 20 de enero en el Casino de París.

## Filmografía
- Les boules du cheval de sparte - (2012)
- El regreso de Aladino (2018)
- La vache (2016)
- En busca del Marsupilamy (2012)
- Why I Did (Not) Eat My Father - (2011)
- Hollywood (2011)
- Pollo con ciruelas (2011)
- Outside the Law (2010)
- Parlez-moi de la pluie - (2008)
- Asterix en los Juegos olímpicos - (2008) - Numerobis
- Days of Glory - (2006)
- Indigènes - (2006, Película Bélica)
- Angel-A - (2005)
- Ella me odia - Doak (2004)
- Les Clefs de bagnole - (2003)
- El embolao - El guardia maliense (2002)
- Asterix y Obelix: Misión Cleopatra - Numerobis (2002)
- Amélie - Lucien (2001)
- Granturismo - François (2000)
- Elie annonce Semoun - Varios personajes (2000)
- Les Petits souliers - Zinedine Haouita (1999)
- Rêve de cauchemar - Said (1999)
- Le Ciel, les oiseaux et... ta mère! - Youssef (1999)
- Un pavé dans la mire - El guardia de la cárcel (1998)
- H - Jamel Dridi (1998-2004, serie de televisión)
- Zonzon - Kader (1998)
- Y a du foutage de gueule dans l'air - (1996)
- 2 papás y una mamá - (1996)
- Les Pierres bleues du desert - (1992)

## Premios y distinciones
Festival Internacional de Cine de Cannes
| Año  | Categoría   | Película  | Resultado |
| ---- | ----------- | --------- | --------- |
| 2006 | Mejor actor | Indigènes | Ganador   |